# Kupiholmen
Kupiholmen är en ö i Finland. Den ligger i Skärgårdshavet och i kommunen Pargas i den ekonomiska regionen  Åboland i landskapet Egentliga Finland, i den sydvästra delen av landet. Ön ligger omkring 13 kilometer söder om Åbo och omkring 150 kilometer väster om Helsingfors.
Öns area är 23,1 hektar och dess största längd är 0,9 kilometer i sydväst-nordöstlig riktning. Ön höjer sig omkring 30 meter över havsytan. I omgivningarna runt Kupiholmen växer i huvudsak barrskog.